# Championnat de Tchéquie féminin de football 2023-2024
Navigation
Édition précédente Édition suivante
La saison 2023-2024 du Championnat de République tchèque féminin de football est la trente-et-unième saison du championnat.
Le SK Slavia Prague, vainqueur la saison précédente, remet son titre en jeu et remporte de nouveau le championnat en fin de saison ainsi que la Coupe nationale, c'est le troisième doublé coupe-championnat consécutif.

## Organisation
Le championnat s'organise en deux temps.
Dans une première phase, les huit équipes participent à une poule unique au cours de laquelle chaque équipe rencontre à deux reprises, une fois à domicile et une fois à l'extérieur, chacune des sept autres équipes engagées. Cela fait donc quatorze matchs pour chaque équipe.
Lors de la deuxième phase, les huit équipes sont réparties en deux poules distinctes.
- Les quatre premières de la première phase disputent le championnat pour le titre de championne de République tchèque. Les équipes conservent leurs points de la première phase et jouent six nouveaux matchs, soit deux contre chaque équipe qualifiée, une fois à domicile et une fois à l'extérieur. L'équipe vainqueur de cette poule est déclarée championne de République tchèque et est qualifiée pour le deuxième tour de qualification de la Ligue des champions féminine de l'UEFA 2024-2025, l'équipe vice-championne est qualifiée pour le premier tour de qualification.
- Les quatre dernières de la première phase disputent le championnat de relégation. Les équipes conservent leurs points de la première phase et jouent six nouveaux matchs, soit deux contre chaque équipe qualifiée, une fois à domicile et une fois à l'extérieur. l'équipe qui termine à la dernière place est reléguée en deuxième division.

## Compétition

### Première phase

#### Classement
| Rang | Équipe            | Pts | J  | G  | N | P  | Bp | Bc | Diff |
| ---- | ----------------- | --- | -- | -- | - | -- | -- | -- | ---- |
| 1    | Slavia Prague T C | 40  | 14 | 13 | 1 | 0  | 76 | 5  | +71  |
| 2    | Sparta Prague     | 33  | 14 | 10 | 3 | 1  | 69 | 11 | +58  |
| 3    | Slovácko          | 25  | 14 | 7  | 4 | 3  | 33 | 16 | +17  |
| 4    | Slovan Liberec    | 21  | 14 | 6  | 3 | 5  | 22 | 17 | +5   |
| 5    | Viktoria Plzeň    | 20  | 14 | 6  | 2 | 6  | 20 | 33 | -13  |
| 6    | Lokomotiva Brno   | 10  | 14 | 3  | 1 | 10 | 6  | 52 | -46  |
| 7    | Baník Ostrava     | 8   | 14 | 2  | 2 | 10 | 13 | 40 | -27  |
| 8    | FK Pardubice P    | 2   | 14 | 0  | 2 | 12 | 5  | 70 | -65  |

| Légende : Qualifications et relégations | Légende : Qualifications et relégations                                                 |
| --------------------------------------- | --------------------------------------------------------------------------------------- |
|                                         | Poule pour le titre                                                                     |
|                                         | T : Tenant du titre P : Promu C : Vainqueur de la Coupe de République tchèque 2023-2024 |

### Deuxième phase
Les équipes sont réparties en deux groupes. Les quatre premières équipes sont regroupées dans une poule afin d'attribuer le titre de championne de République tchèque. Les quatre dernières doivent, elles, éviter la relégation en deuxième division.
Chaque équipe conserve les points acquis lors de la première phase du championnat et rencontre deux fois chacune des équipes présentes dans sa poule.
| Rang | Équipe            | Pts | J  | G  | N | P | Bp | Bc | Diff |
| ---- | ----------------- | --- | -- | -- | - | - | -- | -- | ---- |
| 1    | Slavia Prague T C | 58  | 20 | 19 | 1 | 0 | 98 | 10 | +88  |
| 2    | Sparta Prague     | 45  | 20 | 14 | 3 | 3 | 83 | 21 | +62  |
| 3    | Slovácko          | 27  | 20 | 7  | 6 | 7 | 38 | 28 | +10  |
| 4    | Slovan Liberec    | 23  | 20 | 6  | 5 | 9 | 29 | 38 | -9   |

| Rang | Équipe          | Pts | J  | G | N | P  | Bp | Bc | Diff |
| ---- | --------------- | --- | -- | - | - | -- | -- | -- | ---- |
| 5    | Viktoria Plzeň  | 27  | 20 | 8 | 3 | 9  | 28 | 41 | -13  |
| 6    | FK Pardubice P  | 17  | 20 | 5 | 2 | 13 | 17 | 82 | -65  |
| 7    | Lokomotiva Brno | 17  | 20 | 5 | 2 | 13 | 12 | 60 | -48  |
| 8    | Baník Ostrava   | 13  | 20 | 3 | 4 | 13 | 22 | 47 | -25  |